# Andrew Sledd
Andrew Warren Sledd, né le 7 novembre 1870 à Lynchburg en Virginie et mort le 16 mars 1939 à Decatur en Géorgie, est un théologien américain, professeur d'université et président d'université. Il est le premier président de l'université de Floride. Il est fils d’un ministère Méthodiste célèbre. Après avoir reçu son baccalauréat et son maîtrise universitaire, il est ordonné lui-même. Plus tard, il reçoit un deuxième master et un doctorat.
Après avoir enseigné pendant plusieurs années, Sledd est nommé comme dernier président de l’Université de Floride à Lake City, position qu’il tient pendant un an, puis il devient le premier président de l’université modern de Floride. Il est président de l’université de 1904 jusqu'à 1909. De 1910 jusqu’à 1914 il est président de Southern University. Ensuite, il devient professeur et spécialiste biblique au Candler School of Theology à Emory University, où il est très influent. Il tient cette position jusqu’en 1939.
La première fois où Sledd est reconnu partout aux États-Unis est en 1902 quand il écrit un article de magazine où il préconise la meilleure traitement légale et sociale pour les Afro-Américains. On se souvient aussi de son rôle dans la fondation de l’université modern de Floride. Il est bien connu pour son analyse académique des textes bibliques comme la littérature en plus que ses appels à la fin de la violence racial et son influence sur une génération d’étudiantes et ministères Méthodistes.

## Biographie
Andrew Sledd, né le 7 novembre 1870 à Lynchburg en Virginie, est le fils du ministre de l'église épiscopale méthodiste, Robert Newton Sledd, et de sa femme, Frances Carey Greene Sledd.